# Щерганиха
Щерганиха — деревня в Великолукском районе Псковской области России. Входит в состав сельского поселения «Успенская волость».
Расположена в 31 км к юго-востоку от райцентра Великие Луки и в 11 км к северу от волостного центра Успенское.

## Население
По состоянию на 2000 и 2010 гг. постоянное население в деревне отсутствовало.

## История
До 2005 года деревня входила в состав ныне упразднённой Федорковской волости.